# 99 Luftballons
99 Luftballons is een anti-oorlogslied van de Duitse band Nena. Het nummer stond op de albums Nena (1983) en 99 Luftballons (1984). Op 3 januari 1983 werd het nummer op single uitgebracht.

## Achtergrond
99 Luftballons werd geschreven naar aanleiding van de laatste fase van de Koude Oorlog in de jaren 80 in Duitsland. Op grond van het NAVO-dubbelbesluit van 1979 werd in 1983 in Duitsland begonnen met het stationeren van Pershing-II-kruisraketten. De nucleaire lading van deze raketten wakkerde bij de bevolking de angst aan voor het uitbreken van een atoomoorlog. Dit leidde tot het ontstaan van de vredesbeweging in de jaren 80.
Het idee van de liedtekst ontstond in 1982 bij een optreden van de Rolling Stones in West-Berlijn, toen Carlo Karges, gitarist van Nena, zag hoe een grote hoeveelheid bontgekleurde ballonnen werd opgelaten. Karges vroeg zich af wat er zou gebeuren als deze ballonnen de grens bij Oost-Berlijn zouden overdrijven en daar tot een paranoïde reactie zouden leiden.
De melodie werd geschreven door de toetsenist van de band, Uwe Fahrenkrog-Petersen.

## Inhoud
Het lied beschrijft hoe 99 ballonnen opgelaten worden en daarbij voor ufo's aangezien worden. Een generaal stuurt daarop een luchtvloot van 99 straaljagers de lucht in om ze af te schrikken. De luchtvloot schiet in de lucht naar de ballonnen, wat vervolgens door 99 oorlogsministers van lidstaten abusievelijk gezien wordt als daad van agressie en aanleiding geeft hun oorlogsmaterieel in te zetten. Het gevolg van de daaruit volgende 99-jarige oorlog is het einde van de menselijke beschaving op aarde.

## Ontvangst
De Duitstalige versie werd wereldwijd een hit. Zelfs in de Verenigde Staten bereikte deze versie de 2e positie van de Billboard Hot 100. In het Verenigd Koninkrijk daarentegen bereikte alleen de Engelstalige versie de nummer 1-positie in de UK Singles Chart. Ook in Japan bereikte uitsluitend de Engelstalige versie de hitlijsten.
In Nederland werd de plaat veel gedraaid op Hilversum 3 en werd een gigantische hit in de destijds drie landelijke hitlijsten op de nationale publieke popzender. De plaat bereikte de nummer 1-positie in zowel de Nederlandse Top 40 als de Nationale Hitparade en de TROS Top 50. Ook in de Europese hitlijst op Hilversum 3, de TROS Europarade, werd de nummer 1-positie bereikt. 
In België bereikte de plaat eveneens de nummer 1-positie in zowel de voorloper van de Vlaamse Ultratop 50 als de Vlaamse Radio 2 Top 30. In Wallonië werd géén notering behaald.
De voor het Nederlandse popprogramma op televisie AVRO's Toppop op Schietkamp De Harskamp opgenomen videoclip verwoordde de sfeer van de plaat en de donkere begin jaren 80 zó goed, dat de groep deze videoclip voor wereldwijde promotie overnam. Ook het popprogramma Countdown van Veronica zond destijds de videoclip uit. 
Sinds de allereerste editie in december 1999 staat de plaat onafgebroken genoteerd in de jaarlijkse NPO Radio 2 Top 2000 van de Nederlandse publieke radiozender NPO Radio 2, met als hoogste notering een 144e positie in 2003.

## Hitnoteringen

### Nederlandse Top 40
| Hitnotering: 12-03-1983 t/m 14-05-1983 | Hitnotering: 12-03-1983 t/m 14-05-1983 | Hitnotering: 12-03-1983 t/m 14-05-1983 | Hitnotering: 12-03-1983 t/m 14-05-1983 | Hitnotering: 12-03-1983 t/m 14-05-1983 | Hitnotering: 12-03-1983 t/m 14-05-1983 | Hitnotering: 12-03-1983 t/m 14-05-1983 | Hitnotering: 12-03-1983 t/m 14-05-1983 | Hitnotering: 12-03-1983 t/m 14-05-1983 | Hitnotering: 12-03-1983 t/m 14-05-1983 | Hitnotering: 12-03-1983 t/m 14-05-1983 | Hitnotering: 12-03-1983 t/m 14-05-1983 |
| Week                                   | 1                                      | 2                                      | 3                                      | 4                                      | 5                                      | 6                                      | 7                                      | 8                                      | 9                                      | 10                                     |                                        |
| -------------------------------------- | -------------------------------------- | -------------------------------------- | -------------------------------------- | -------------------------------------- | -------------------------------------- | -------------------------------------- | -------------------------------------- | -------------------------------------- | -------------------------------------- | -------------------------------------- | -------------------------------------- |
| Nummer                                 | 18                                     | 2                                      | 1                                      | 1                                      | 1                                      | 1                                      | 3                                      | 8                                      | 23                                     | 37                                     | uit                                    |

### Nationale Hitparade/Single Top 100
Originele versie
| Hitnotering: 12-03-1983 t/m 28-05-1983 | Hitnotering: 12-03-1983 t/m 28-05-1983 | Hitnotering: 12-03-1983 t/m 28-05-1983 | Hitnotering: 12-03-1983 t/m 28-05-1983 | Hitnotering: 12-03-1983 t/m 28-05-1983 | Hitnotering: 12-03-1983 t/m 28-05-1983 | Hitnotering: 12-03-1983 t/m 28-05-1983 | Hitnotering: 12-03-1983 t/m 28-05-1983 | Hitnotering: 12-03-1983 t/m 28-05-1983 | Hitnotering: 12-03-1983 t/m 28-05-1983 | Hitnotering: 12-03-1983 t/m 28-05-1983 | Hitnotering: 12-03-1983 t/m 28-05-1983 | Hitnotering: 12-03-1983 t/m 28-05-1983 | Hitnotering: 12-03-1983 t/m 28-05-1983 |
| Week                                   | 1                                      | 2                                      | 3                                      | 4                                      | 5                                      | 6                                      | 7                                      | 8                                      | 9                                      | 10                                     | 11                                     | 12                                     |                                        |
| -------------------------------------- | -------------------------------------- | -------------------------------------- | -------------------------------------- | -------------------------------------- | -------------------------------------- | -------------------------------------- | -------------------------------------- | -------------------------------------- | -------------------------------------- | -------------------------------------- | -------------------------------------- | -------------------------------------- | -------------------------------------- |
| Nummer                                 | 49                                     | 2                                      | 1                                      | 1                                      | 1                                      | 1                                      | 2                                      | 7                                      | 22                                     | 25                                     | 36                                     | 42                                     | uit                                    |

Versie 2002
| Hitnotering: 07-02-2004 t/m 28-02-2004 | Hitnotering: 07-02-2004 t/m 28-02-2004 | Hitnotering: 07-02-2004 t/m 28-02-2004 | Hitnotering: 07-02-2004 t/m 28-02-2004 | Hitnotering: 07-02-2004 t/m 28-02-2004 | Hitnotering: 07-02-2004 t/m 28-02-2004 |
| Week                                   | 1                                      | 2                                      | 3                                      | 4                                      |                                        |
| -------------------------------------- | -------------------------------------- | -------------------------------------- | -------------------------------------- | -------------------------------------- | -------------------------------------- |
| Nummer                                 | 89                                     | 82                                     | 93                                     | 98                                     | uit                                    |

### NPO Radio 2 Top 2000
| Nummer met noteringen in de NPO Radio 2 Top 2000 | '99 | '00 | '01 | '02 | '03 | '04 | '05 | '06 | '07 | '08 | '09 | '10 | '11 | '12 | '13 | '14 | '15 | '16 | '17 | '18 | '19 | '20 | '21 | '22 | '23 | '24 |
| ------------------------------------------------ | --- | --- | --- | --- | --- | --- | --- | --- | --- | --- | --- | --- | --- | --- | --- | --- | --- | --- | --- | --- | --- | --- | --- | --- | --- | --- |
| 99 Luftballons                                   | 234 | 288 | 366 | 345 | 144 | 357 | 436 | 310 | 511 | 334 | 493 | 428 | 543 | 279 | 374 | 413 | 411 | 439 | 376 | 309 | 407 | 296 | 350 | 357 | 321 | 331 |

1. ↑  Een vetgedrukt getal geeft de hoogste notering aan.